# 958城市频道
CAPITAL 958 城市频道（英语：CAPITAL 95.8FM）是新加坡新傳媒私人有限公司旗下的中文调频广播电台，广播的频率设定為FM 95.8MHz。其前身是「第三广播网」。现今的「城市频道」是一家资讯电台，播出语言以华语为主，加以少量汉语方言为辅，除了全天24小時提供各类的资讯节目以及播报即时新闻，也播放各个年代的华语金曲以及方言歌曲。电台的台呼为, "Capital 958城市频道 资讯第一台"。该频道亦是新传媒属下3个中文频道之一，新傳媒另外两个姐妹台为YES 933与LOVE 972最愛頻道。

## 历史
「95.8FM 城市频道」是一个与时代生活紧密相连的历史悠久中文广播电台。早年的「第三广播网」是许多新加坡华人和南马柔佛听众的童年记忆，为无数听众制作不少深受欢迎的节目。电台广播也是不少听众学华语，吸取知识的渠道。上个世纪八十年代更是商业节目“蓬勃”发展的时代，为了应对时代的变迁，新加坡电台的广播节目制作开始转型，让节目更具时代感。电台渐渐地迎合广大听众的“口味”，制作一般人喜欢的节目，注重市场调查，带动潮流。

### 年表
- 1935年，一家私人企业《英属马来亚广播公司》 (British Malaya Broadcasting Corporation) 获得广播执照。
- 1936年6月1日，《英属马来亚广播公司》在加利谷山 (Caldecott Hill) 通过中波225米开始了私人广播。
- 1937年3月11日，海峡殖民地总督珊顿·汤姆士爵士 (Sir Shenton Thomas) 为加利谷山广播站开幕。
- 1941年，《英属马来亚广播公司》被海峡殖民地政府和英国政府收购改组为《马来亚广播局》（Malayan Broadcasting Corporation），主要广播室设在国泰大厦。
- 1942年6月4日，二战期间，日军占领了加利谷山广播站和国泰大厦广播室，电台改名为《昭南放送局》。
- 1945年，日本投降。英国临时军政府的宣传与印刷单位接管电台。
- 1946年, 电台改名为马来亚新加坡电台 (Radio Malaya, Singapore)，总部设在新加坡。
- 1951年, 电台广播室从国泰大厦搬迁到加利谷山广播大厦。
- 1957年，马来亚脱离英国独立后，电台从《马来亚电台》（Radio Malaya）拆分出来，并改名为《新加坡广播电台》（Radio Singapura）。
- 1959年，新加坡自治，电台英文名改为 Radio Singapore。
- 1961年，新加坡最高元首尤索夫·伊萨 (Yusof Ishak) 在维多利亚剧院主持第四个中波服务《新加坡之声》 (Suara Singapura) 的启播仪式。
- 1963年2月15日，新加坡电视台（Television Singapura）开始电视广播试播。
- 1963年，新加坡与马来亚、砂朥越及英屬北婆羅洲（今沙巴）合併組成馬來西亞聯邦，广播电视台改名为《马来西亚／新加坡广播电视台》（Radio and Television Malaysia/Singapura）。
- 1965年8月，新加坡脱离马来西亚独立建国，新加坡广播电台（Radio Singapura）与新加坡电视台（Television Singapura）也改名为《新加坡广播电视台》（Radio and Television Singapore, RTS）。
- 1967年，新加坡广播电视台 (RTS) 开始以FM调频广播其四家电台的信号 (FM 90.5MHz、94.2MHz、95.8MHz、96.8MHz)。
- 1969年7月，FM 92.4身历声电台启播。
- 1980年2月1日，新加坡广播电视台（广播署）改组为政府机构 《新加坡广播局》，简称“新广” (SBC)。
- 1981年，政府推出讲华语运动，所有的方言广播被令关闭。
- 1982年，新广旗下的5个调频电台更名为，第1广播网、第2广播网、第3广播网、第4广播网、第5广播网。
- 1991年12月16日，「新加坡第3广播网」改名為「95.8FM 城市频道」。英语名称为「City Sounds」。每年的12月亦是该台的台庆月。
- 1994年10月1日，新广公司化，新加坡广播局属下的电台部门改名为《新加坡广播电台机构》 (RCS)。
- 1998年，「95.8FM 城市频道」的英语名称改为「Capital 95.8FM」。
- 2001年2月12日，新加坡广播电台机构 (RCS) 改名为《新传媒电台》（MediaCorp Radio，已併入新传媒私人有限公司）。
- 2017年3月，新传媒电台从加利谷山广播中心搬迁至位于波那维斯达，纬壹科技城內的媒体城。
- 2020年1月30日，新傳媒旗下的《MeRadio》 app更名为《meLISTEN》。[1]
- 2023年2月1日，新传媒旗下电台及电视频道统一"M"字头新台标。

## 简介
「958城市频道」是新传媒电台最早设立的一家华语调频电台，也是新加坡第一家中文调频电台。随着新传媒旗下三家中文电台以及其他竞争电台， 比如「88.3Jia」、「96.3好FM」、「UFM 100.3」等陆续的成立，新加坡各家中文电台逐漸发展出所謂的类型電台（format station），并朝向「分众」与「市场区隔」的方向作為改变。「958城市频道」也被明确的定位為「新闻及资讯台」，通过分析员和专业人士的深入讲解和分析，全天候提供新闻与股市汇报，让新加坡人足不出户即可掌握天下大事。除了播出财经讯息与新闻报道，「958城市频道」也制作儿童、生活、保健、时事等多种类的杂志性节目单元，当中包括《生活极短篇》、《少儿天地》、《励志小品》、《饮食男女》、《有话自己说》、《中药趣谈》等综合资讯节目。为了让听众舒缓压力放松心情，「城市频道」在凌晨11点到6点的深夜时段亦会安排播放抒情歌曲、本地新谣创作歌曲和怀旧金曲等音乐节目。
开办授课也是电台的重要项目，从2001年开始，「城市频道」开办了第一届的广播训练班，之后便陆续开办成人或学生主持人训练班及儿童假日营，并从过去几年的“广播主持人训练班”中发掘与培养新人。除了主办训练班，新传媒也以选秀的方式寻找有潜力的广播新人。新传媒举办DJ选秀大赛《寻找星声音》，发掘本地电台“声”力军，本次比赛以真人秀形式进行，全程无剧本，入围的参与者将接受来自新传媒3大中文电台「YES 933」、「95.8FM 城市频道」与「972最爱频道」的导师们的培训，内容包括广播基础知识和理论等。
政府把方言限制放宽
新加坡政府在80年代开始为了推广讲华语运动，要求新加坡的广播媒体禁播方言节目，因此外购的戏剧作品比如香港和台湾用方言拍摄的电视剧/电影在“无线”电视频道播映时必须以华语配音才能播出，当时两家广播电台（第3廣播網、丽的呼声）也改以华语为听众播出娱乐和音乐节目。随着时代的改变，现阶段新加坡政府已经把一些限制放宽了，目前由中港台各地的歌手演唱的闽南语、潮语、粤语等各类方言歌曲也允许在特定的时段在「城市频道」播出了，而电视观众也可以通过新加坡两家有线电视台观赏到港台地区的方言节目。

## 新闻
为了配合忙碌新加坡人的需求，「城市频道」也提供每小时华语新闻报道。一般来说，每段的《整点新聞》时长约为5-10分钟，并由当班的广播员负责播报新闻的工作。
为方便收听群众更快速的在60秒内获取新闻资讯，「城市频道」与8頻道合作推出了全新的《快报60秒》，是个跨平台新闻简报，让听众与观众快速的获取可靠的资讯。简报每逢星期一到五上午11点，下午三点和五点以及周末下午五点，通过新傳媒8頻道和「城市频道」现场直播。
或许是因为周末或假日的缘故，有一部分的新闻记者在放假，因此在周末/假日下午14:00~16:00还有晚上23:00的时段一般不播报《整点新聞》。每当新闻播放完毕，「城市频道」也会在空中为听众提供亚太地区的天气预报和新加坡各个地区的路况信息等公共服务。

### 新闻时段
| 节目名称 | 每周天数   | 新闻时段                                      | 备注             |
| -------- | ---------- | --------------------------------------------- | ---------------- |
| 整点新闻 | 星期一至五 | 06:00~10:00、12:00~14:00、 16:00、18:00~23:00 | 时长约为5-10分钟 |
| 整点新闻 | 周末/假日  | 06:00~13:00、18:00~22:00                      | 时长约为5-10分钟 |

### 快报60秒
| 节目名称                    | 每周天数   | 新闻时段            | 备注      |
| --------------------------- | ---------- | ------------------- | --------- |
| 快报60秒（至2025年6月30日） | 星期一至五 | 11:00、15:00、17:00 | 大约1分钟 |
| 快报60秒（至2025年6月30日） | 周末/假日  | 17:00               | 大约1分钟 |

### 方言新闻时段
一般上「城市频道」的广播节目都以华语为主要的媒介语，不过考虑到各个年长者的需求，电台仍然保留方言新闻这一块。年纪大的听众至今仍可在早上3个时段收听到6种以(粤语/广东话)、(榕语/福州话)、(潮语/潮州话 - 星期日至星期三 林仰忠)、(琼语/海南话)、(厦语/福建话)、(客语/客家话)等汉语方言播报的新闻简报，尽量让长辈以自己熟悉的语言了解新闻的内容，不与新加坡的社会脱节。
| 节目名称 | 每周天数   | 新闻时段                                                                          | 备注                |
| -------- | ---------- | --------------------------------------------------------------------------------- | ------------------- |
| 方言新闻 | 星期一至日 | 10:30 (粤语)、10:35 (榕语)、11:30 (潮语)、11:35 (琼语)、12:30 (厦语)、12:35(客语) | 每段新闻大约为5分钟 |

## 現有节目
星期一至五
- 城市早点名 (6AM - 10AM) - 高逸芯、琪琪、潘家镳 (星期三 Jio你聊聊, 星期五 贞情达理 邀请嘉宾来到直播室) (邀请嘉宾来到节目空中/直播室)
- 城市007 (10AM - 1PM) - 林灵芝、(陈瑞敏 11AM - 1PM) (星期一至五中午12点15分至1点 名人直播秀 邀请表演嘉宾来到节目空中/直播室) (代班主持: 曾生莲、琪琪)
- 城市一加一 (1PM - 4PM) - 黄淑君 (邀请嘉宾来到节目空中/直播室) (代班主持: 曾生莲)
- 城市号列车 (4PM - 8PM) - 冯剑斌、吴韦莹 (星期二和三晚上7点15分至7点50分邀请嘉宾来到节目空中/直播室)
- 城市新花Young! (8PM - 11PM) - 吕霖轩 (邀请嘉宾来到节目空中/直播室)
- 年代金曲，纯粹。歌 (11PM - 6AM) - 电脑播放歌曲

周六
- 周末早早起 (6AM - 10AM) - 梁萍 (每逢星期六早上6点15分至6点45分 周末早餐上线)
- 城市蓝天 (10AM - 2PM) - (第一星期 徐冰, 第二至第五星期 范文凌)
- 周末心曲/周末想得美 - (第一星期 林嘉慧, 第二和第四星期 冯美媜、素敏)
- 抓住周末的尾巴 (5PM - 8PM) - 邱胜扬 (每逢星期六 晚上7点15至7点45分 人约黄昏后 邀请嘉宾来到直播室)
- 周末报嘉音 (8PM - 12MN) - 曾生莲
- 年代金曲，纯粹。歌 (12MN - 6AM) - 电脑播放歌曲

周日
- 周末早早起 (6AM - 10AM) - 廖碧琳 (每逢星期天 上午9点15至9点40分 少儿天地 邀请儿童表演嘉宾来到直播室) (代班兼职: 梁萍)
- 城市蓝天 (10AM - 2PM) - 邱秀仪 (每逢星期天)
- 周末心曲 (2PM - 5PM)
- 抓住周末的尾巴 (5PM - 8PM) - 林嘉慧，符致忠
- 夜来欢语声 (8PM - 12MN) - 邱胜扬 (每逢星期天 晚上8点15至8点45分 邀请嘉宾来到直播室)
- 年代金曲，纯粹。歌 (12MN - 6AM) - 电脑播放歌曲

## 現任主持人
| 梁萍 | 林灵芝 | 高逸芯 | 吕霖轩 | 冯剑斌 | 吴韦莹 | 廖碧琳 |
| 琪琪 | 曾生莲 | 邱胜扬 | 潘家镳 | 黄淑君 |        |        |

| 林嘉慧 | 冯美媜 | 范文凌 | 符致忠 | 邱秀仪 | 素敏 | 徐冰 |

## 历任全职/兼职DJ
- 张妙阳（曾于第三广播网任职；20世纪80年代离职并奔赴香港，在远东广播公司工作；1991年调任至香港卫星电视（STAR TV）担任卫视中文台台声，1996年卫视中文台分家后担任凤凰卫视中文台台声至今）[3]
- 林子惠（华语歌曲排行榜节目《龙虎榜》的创榜榜主；1990年转为YES 933主持人；于90年代中期离职）
- 巫许玛莉（2011年转为958城市频道DJ；2017年再转战姐妹台972最爱频道）
- 温国贤（2016年转为新传媒972最爱频道兼职DJ；后转战友台96.3好FM）
- 王德明（2017年离职；现为友台96.3好FM主持人）
- 王帝璁 (2015年离职）
- 洪菁云 (现为友台96.3好FM主持人）
- 黄文鸿（1997年调至YES 933；2001年转战友台UFM100.3担任DJ和创意总监一职）
- 莫忠明 (城市频道兼职DJ于2019年离职)
- 黎嘉希 (2020年离职)
- 李一莎 (2022年离职）
- 何子干（1990年转为姐妹台YES 933主持人；后再为新传媒972最爱频道服务；目前已退休）
- 汪丽贞 (资深媒体人)
- 吴捷玲（于2017年因病逝世）
- 林丽芳（于2024年因病逝世）
- 颜贵娟（目前已退休）
- 徐惠民（目前已退休）
- 林良泉 (2025年离职现在转为【狮城有约】主持人兼8视界新闻主播)
- 李士嘉 (2025年7月12日最后一天, 现为友台96.3好FM兼职主持人)

## 外部連結
- 958城市频道電臺官方網站
- 958城市频道線上收聽網站
- 958城市频道的Facebook專頁